# Gallardoa
Gallardoa es un género monotípico de plantas con flores  perteneciente a la familia Malpighiaceae. Su única especie, Gallardoa fischeri Hicken, es originaria de Argentina.

## Taxonomía
El género fue descrito por Cristóbal María Hicken  y publicado en Physis. Revista de la Sociedad Argentina de Ciencias Naturales  2: 101 - 102, en el año 1916.
Sinonimia
- Cordobia fischeri (Hicken) Nied.[2]